# Abadankrisen

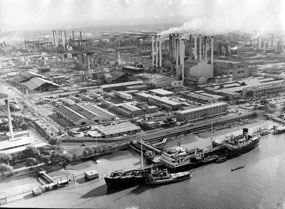
Abadanraffinaderiet.

Abadankrisen pågick från 1951 till 1954, efter att Iran nationaliserat Anglo-Iranian Oil Companys tillgångar, och utestängt västerländska företag från oljeraffinaderierna i Abadan.
Dr Mohammad Mossadeq tillsattes, som premiärminister, av shah Reza Pahlavi den 29 april 1951. Han införde omedelbart en lag som nationaliserade det brittiska oljebolaget Anglo-Iranian Oil Companys egendom och tillgångar i Iran, vilket trädde i kraft den 1 maj. Den brittiska regeringen förkastade snabbt idén om att använda våld och organiserade istället, tillsammans med Anglo-Iranian, ett internationellt embargo på inköp av iransk olja. 
Anglo-Iranian vidtog även rättsliga åtgärder mot andra bolag som tog emot iransk olja (som beskrevs som stulen) för att raffinera den. USA skickade Averell Harriman till Teheran för att pejla läget för ett avtal med Iran, men utan framgång. Även britterna skickade ett sändebud i samma ärende, men även där utan framgång. 
Mossadeq var fast besluten att göra slut på Anglo-Iranian Oil Company och gav, den 25 september 1951, den kvarvarande brittiska personalen som fanns kvar vid oljefälten i Abadan, en vecka på sig att packa och resa hem. De lydde och lämnade det som återstod av den brittiska prestigen i ruiner. 
Resultatet blev ett dödläge: iranierna hade nationaliserat oljan men kunde inte sälja den. Britterna hade blockerat den iranska oljeexporten med hade förlorat alla Anglo-Iranians tillgångar i Iran. Detta dödläge bröts först 1953 då CIA, i samarbete med den brittiska underrättelsetjänsten, organiserade en kupp för att störta Mossadeq, upprätta shahen och insätta en ny premiärminister.